# Gilbert Probst

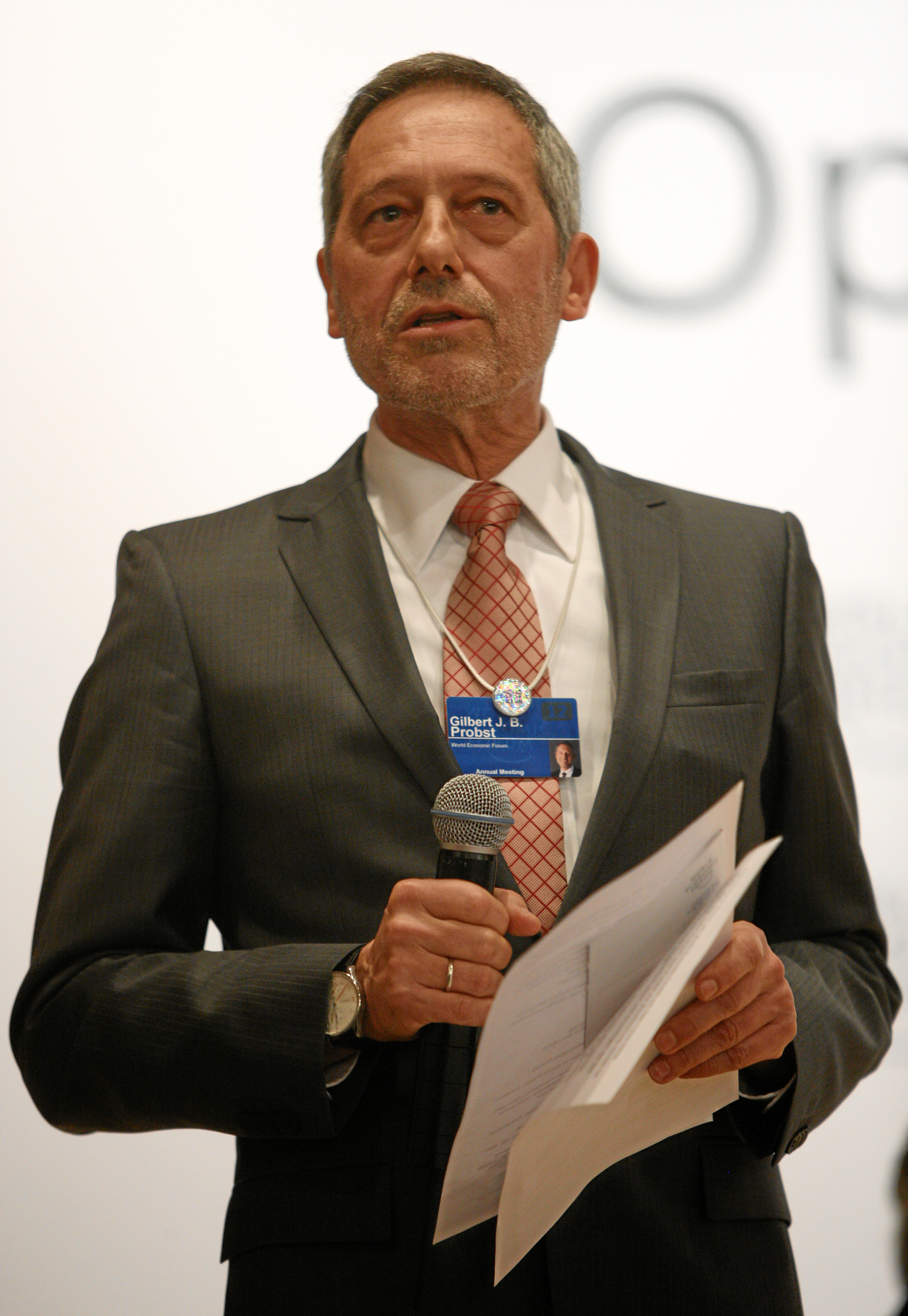
Probst während des WEFs 2012

Gilbert Jean Bernard Probst (* 17. September 1950 in Mümliswil) ist ein Schweizer Ökonom.

## Werdegang
Gilbert Probst schloss 1977 sein Studium an der Hochschule St. Gallen mit dem Lizenziat ab, promovierte 1981 mit einer Arbeit über Kybernetische Gesetzeshypothesen als Basis für Gestaltungs- und Lenkungsregeln im Management und habilitierte sich 1986 über Selbst-Organisation: Ordnungsprozesse in sozialen Systemen aus ganzheitlicher Sicht. Seit 1987 ist er ordentlicher Professor für Unternehmungsorganisation an der Universität Genf, seit 2017 Honorarprofessor an der Universität Genf, Geneva School of Economis and Management. Von 2017 bis 2021 war er Verwaltungratspräsident der Genfer Kantonalbank, Nachfolger wurde Manuel Leuthold.

## Wissenschaftliche Auszeichnungen
- 2006 Academy of Management Executive Best Paper Award, für «The Logic of Crisis»
- 2006 ECCH European Case Award. Winner of the Knowledge, Information and Communication Systems Management category
- 1988 Outstanding Scholarly Contribution Award and Best Paper of the Year Award in the category of papers on Human Systems Management, Systems Research Foundation
- 1984/85 John-S.-Latsis-Preis für hervorragende wissenschaftliche Arbeiten

## Werke (Auswahl)
- S. Raisch, G. Probst, P. Gomez: Wege zum Wachstum. Wie Unternehmen nachhaltig profitables Wachstum erzielen. 3. Auflage. Gabler/SGO, Wiesbaden 2010.
- G. Probst, S. Raub, K. Romhardt: Wissen managen. 6. Auflage. FAZ/Gabler, Wiesbaden 2010, ISBN 978-3-8349-1903-8.
- M. Leibold, G. Probst, M. Gibbert: Strategic Management in the Knowledge Economy. 3. Auflage. Publicis/Wiley, Erlangen, London 2003.
- T. Davenport, G. Probst: Knowledge Management Case Book. 2. Auflage. Wiley/Publicis, London / Erlangen 2002.
- Kybernetische Gesetzeshypothesen als Basis für Gestaltungs- und Lenkungsregeln im Management. Paul Haupt Verlag, Bern / Stuttgart 1981, ISBN 3-258-03116-9.
- Selbst-Organisation. Paul Parey Verlag, Hamburg 1987, ISBN 3-489-63334-2.
- mit H. Ulrich: Anleitung zum ganzheitlichen Denken und Handeln. Paul Haupt Verlag, Bern 1988, ISBN 3-258-03976-3.
- Organisation: Strukturen, Lenkungsinstrumente und Entwicklungsperspektiven. Verlag Moderne Industrie, Landsberg am Lech 1993, ISBN 3-478-39440-6.
- Organiser par l’autoorganisation. Ed. d’Organisation, Paris 1994, ISBN 2-7081-1226-0.
- mit Peter Gomez: Die Praxis des ganzheitlichen Problemlösens. Vernetzt denken – unternehmerisch handeln – persönlich überzeugen. 3. Auflage. Haupt, Bern / Stuttgart 1997, ISBN 3-258-05187-9.